# Hærværk
 For alternative betydninger, se Hærværk (flertydig). (Se også artikler, som begynder med Hærværk)
Hærværk var oprindeligt betegnelsen for en flok væbnede mænds overfald på en mand og hans hus; forsætlig ødelæggelse. Gammel dansk: hærwærk, hærwærki, hærwirkæ. Norsk: hærverk. Oldnordisk: hervirki; hærgen, voldsgerning. Oldengelsk: hereweorc. Sammenlign med værk og virke.
Den generelle betydning, forsætlig og nytteløs ødelæggelse af andres ejendom og gadeinventar, bruges endnu. Hærværk er strafbart efter straffelovens § 291.

## Straffeloven (pr. 2019)
§ 291. Den, der ødelægger, beskadiger eller bortskaffer ting, der tilhører en anden, straffes med bøde eller fængsel indtil 1 år og 6 måneder.
Stk. 2. Øves der hærværk af betydeligt omfang eller af mere systematisk eller organiseret karakter, eller er gerningsmanden tidligere fundet skyldig efter nærværende paragraf eller efter § 180, § 181, § 183, stk. 1 og 2, § 184, stk. 1, § 193 eller § 194, kan straffen stige til fængsel i 6 år.
Stk. 3. Forvoldes skaden under de i stk. 2 nævnte omstændigheder af grov uagtsomhed, er straffen bøde eller fængsel indtil 6 måneder.
Stk. 4. Ved fastsættelse af straffen efter stk. 1 og 2 skal det indgå som en skærpende omstændighed, at forholdet er begået, mens eller i umiddelbar forlængelse af at der i området foregår grov forstyrrelse af ro og orden på offentligt sted, eller at hærværk er begået mod ting, der tjener til at forebygge eller bekæmpe kriminalitet. Det skal ved fastsættelse af straffen efter stk. 1 og 2 endvidere indgå som skærpende omstændighed, at forholdet er begået mod ting, der tilhører en af de i § 119 nævnte personer, når gerningen har baggrund i den forurettedes udførelse af offentlig tjeneste eller hverv.